# Cenchrus setaceus
Cenchrus setaceus, comumente conhecida como capim-do-texas, capim-chorãoe grama forte, é uma gramínea perene, nativa de habitats abertos e arbustivos na África Oriental, África tropical, Oriente Médio e sudoeste da Ásia. Ela foi introduzida em muitas partes do mundo como planta ornamental e se tornou uma espécie invasora em algumas delas. É tolerante à seca, cresce rápido, atinge 90 cm de altura e tem muitas espigas de flores roxas e plumosas.

## Ameaça ambiental
O capim foi introduzido nas Ilhas Canárias, Sicília, Sardenha, sul da Espanha, Austrália, África do Sul, Havaí, oeste dos Estados Unidos, sul da Flórida e Nova Caledônia. Ela prospera em áreas mais quentes e secas e ameaça muitas espécies nativas, com as quais compete de forma muito eficaz como espécie invasora. Também tende a aumentar o risco de incêndios florestais intensos, aos quais está bem adaptado, representando assim uma ameaça adicional para certas espécies nativas. Suas sementes podem ficar viáveis no solo por cerca de seis a sete anos.
Na Europa, o capim está incluído desde 2017 na lista de espécies exóticas invasoras de preocupação da União Europeia. Isto implica que esta espécie não pode ser importada, cultivada, transportada, comercializada, plantada ou intencionalmente libertada no ambiente em toda a União Europeia.
No Brasil, não há quaisquer proibições ou classificações como espécie invasora de forma oficial, em documentos de órgãos governamentais consta em uma "Lista de Espécies Exóticas com Potencial de Invasora", publicada em 2018 pelo Instituto Brasília Ambiental (IBRAM). A espécie segue sendo legal e amplamente comercializada e utilizada em jardinagem e ornamentação. 

## Galeria

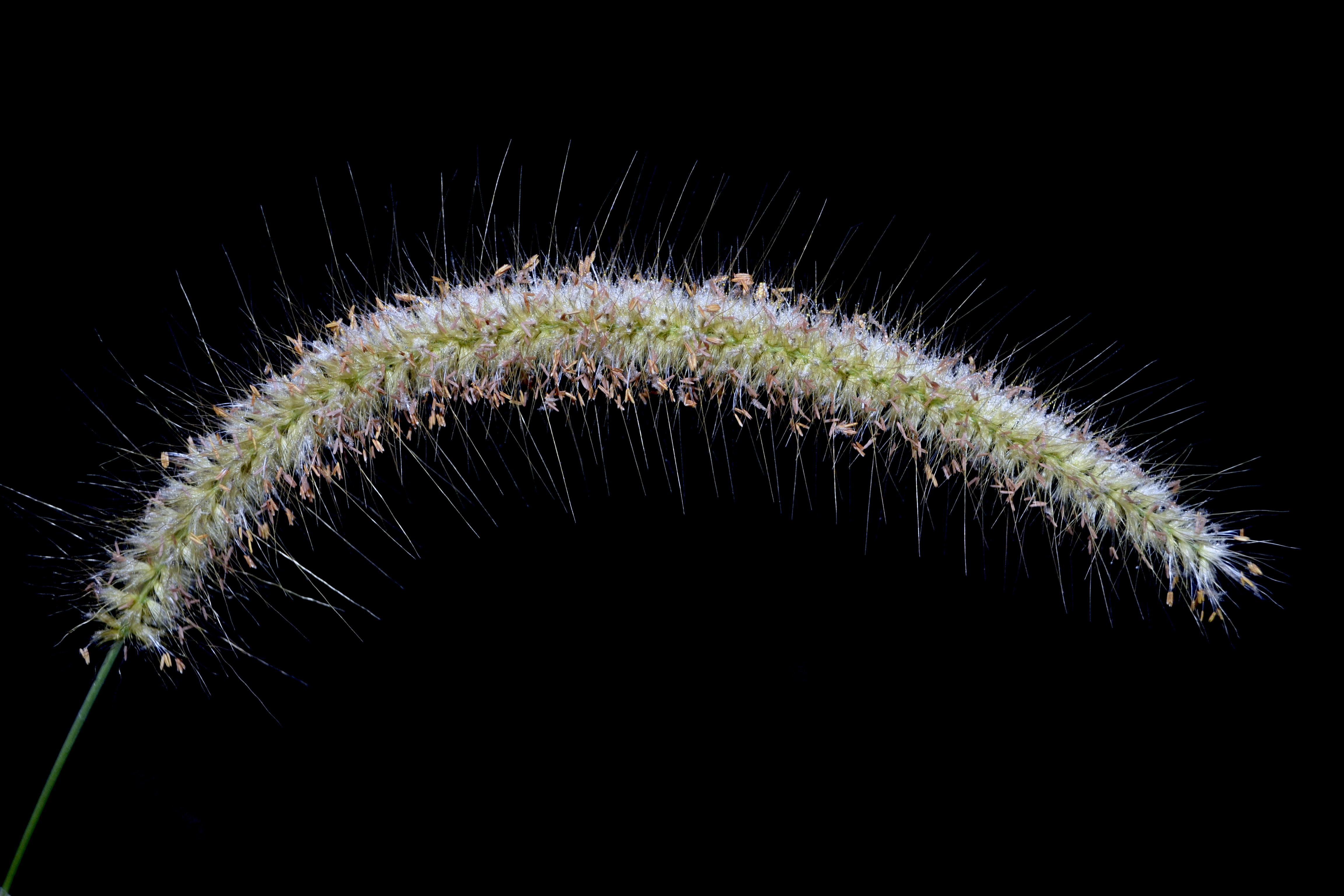
Sementes maduras de Cenchrus setaceus, em Kannur – Querala
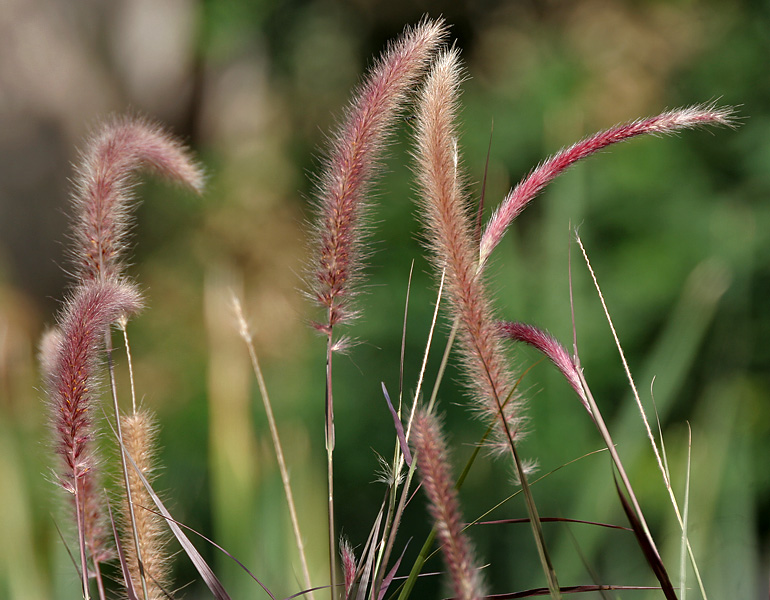
Detalhe em Haiderabade, Índia.
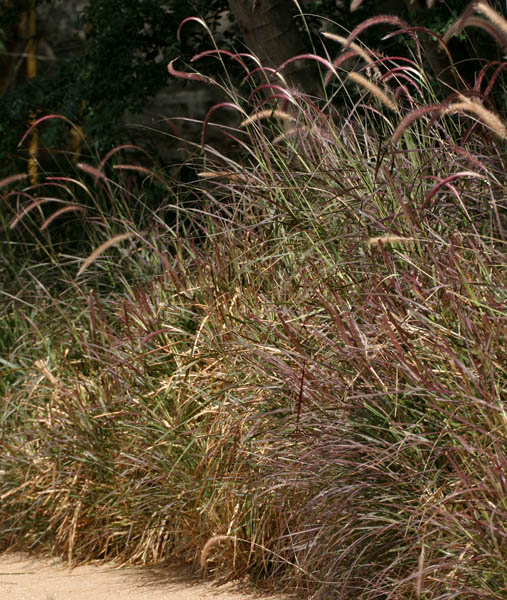
Arbustos em Haiderabade, Índia.
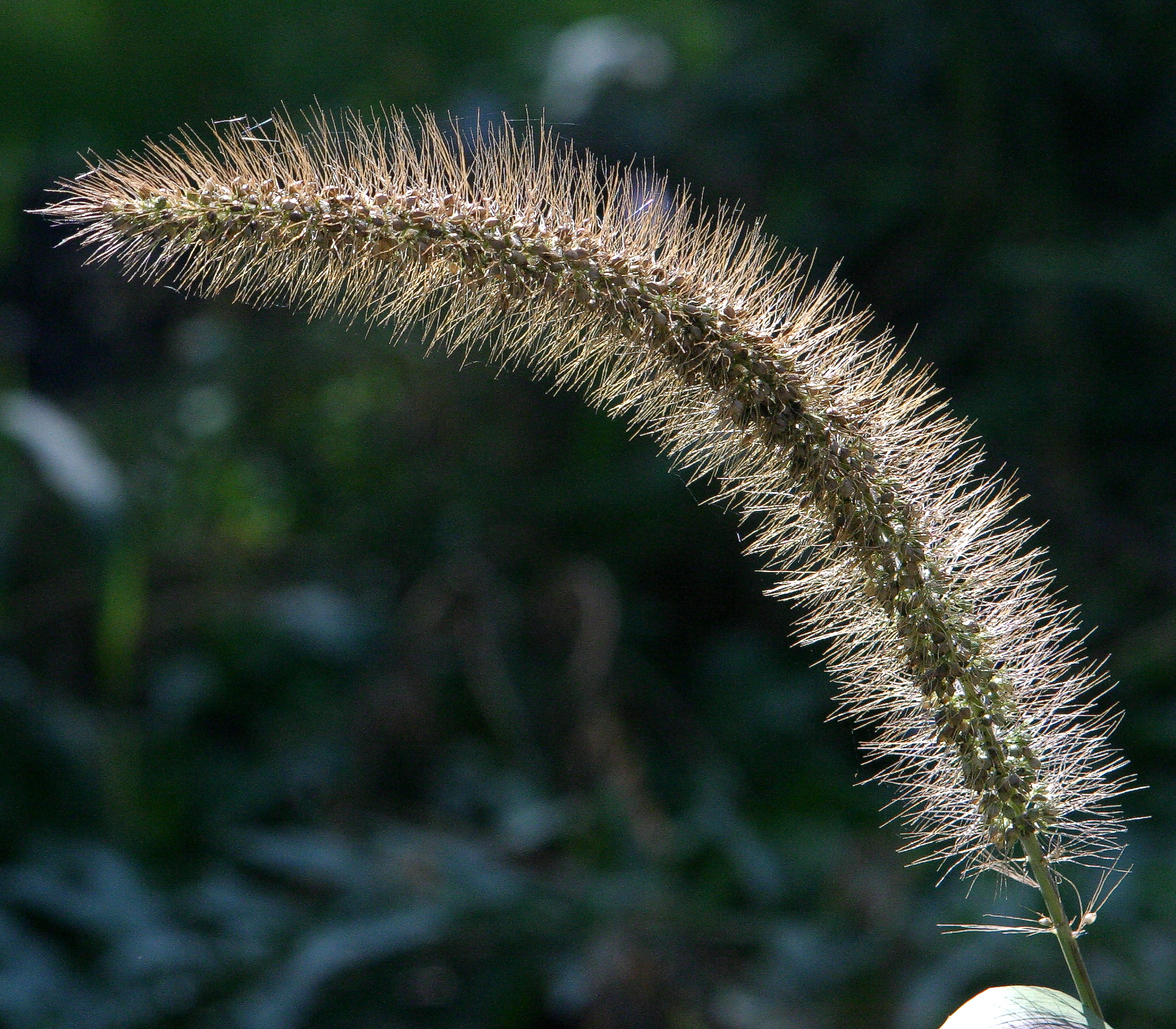
Detalhe das sementes amadurecendo.
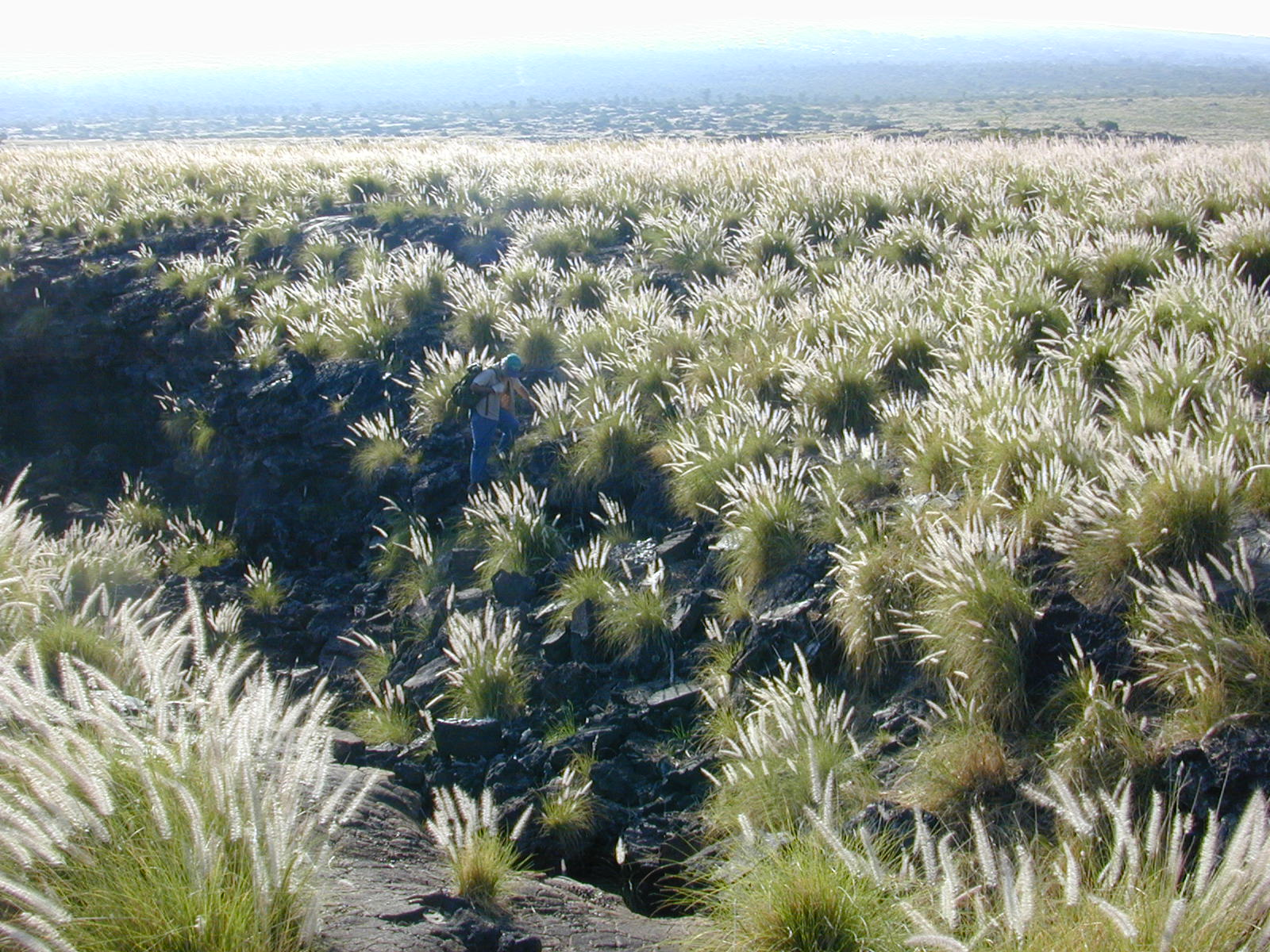
Planta invasiva, em um fluxo de lava perto de Kailua-Kona, Havaí.